# 凸凹モンタージュ合戦
『凸凹モンタージュ合戦』（でこぼこモンタージュがっせん）は、1967年10月15日から1968年1月7日までNET（現・テレビ朝日）系列局で放送されたバラエティ番組である。丸美屋食品工業の一社提供。放送時間は毎週日曜 18:25 - 18:55 (JST) 。

## 概要
当時の人気コメディアンとグループ・サウンズがレギュラーを務めた番組で、彼らがモンタージュ作成機を使い、自分たちの親の顔や自分たち以外の人気者の顔、番組に応募した一般の新婚夫婦の顔からこれから生まれる子供の顔などを作り上げるゲームを主軸にしていた。

## 出演者

### 司会
- 晴乃チック・タック

### レギュラー
- ザ・カーナビーツ
- ザ・ゴールデン・カップス